# 朝鲜人民军FM广播电台
朝鲜人民军FM广播电台（：／）是朝鲜人民军的調頻廣播電臺。在2009年5月正式開播，主要在非军事区广播。

## 概况
2009年初，以前线哨兵放送的名义试播，使用1613KHz和2625KHz。2009年5月，开始正式使用95.5MHz播出。主要针对朝鲜人民军广播，另外也会在特定时间针对大韩民国国军进行广播。

## 覆蓋範圍
非军事区、開城和首尔地区。